# Acer oblongifolium
Acer oblongifolium é uma espécie de árvore do gênero Acer, pertencente à família Aceraceae.